# Вяземская воздушно-десантная операция

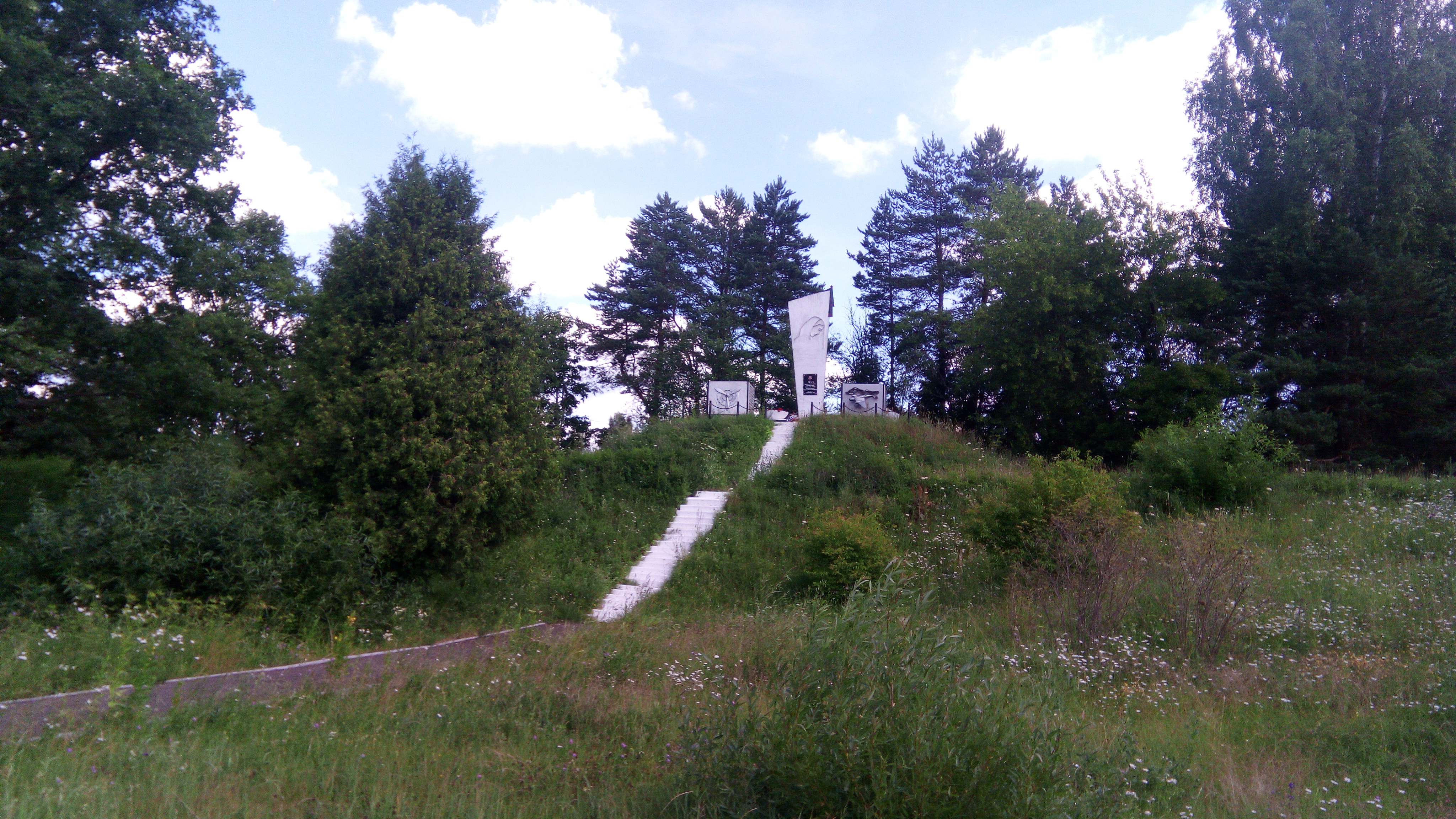
Памятник отряду десантников у Юхнова (Вяземская воздушно-десантная операция)

Вяземская воздушно-десантная операция — операция Красной Армии по высадке десанта в тыл немецких войск в ходе Ржевско-Вяземской наступательной операции. Проводилась с 18 января по 28 февраля 1942 года с целью содействия войскам Калининского и Западного фронтов в окружении части сил немецкой группы армий «Центр».

## Состав десанта
- 201-я воздушно-десантная бригада 5-го воздушно-десантного корпуса
- 250-й воздушно-десантный полк[прим. 1] (майор Н. Л. Солдатов)
- 4-й воздушно-десантный корпус (генерал-майор А. Ф. Левашев, с 23 февраля полковник А. Ф. Казанкин) в составе:
  - 8-я воздушно-десантная бригада (подполковник А. А. Онуфриев)
  - 9-я воздушно-десантная бригада (полковник Курышев)
  - 214-я воздушно-десантная бригада (подполковник Колобовников)

## Ход операции
Подготовка десантной операции производилась в спешке, из-за чего её сроки пришлось переносить. Готовил операцию штаб воздушно-десантных войск во главе с начальником войск генералом В. А. Глазуновым, штаб Западного фронта к планированию не привлекался. Необходимых данных о войсках противника в районах десантирования не имелось. Всё это негативно сказалось на ходе операции, хотя замысел её отвечал тогдашней обстановке и при надлежащей подготовке операция могла иметь успех.
Ржевско-Вяземская наступательная операция началась 8 января 1942 года с целью окружения и разгрома части сил немецкой группы армий «Центр». На первом этапе операции Красная Армия добилась определённых успехов. В результате наступления войск Калининского и Западного фронтов немецкая оборона была прорвана на нескольких участках. Чтобы содействовать наступающим войскам, советское командование решило выбросить десант южнее Вязьмы с задачей перерезать автодорогу Вязьма—Юхнов и железную дорогу Вязьма—Брянск. 

Первая группа десантников в составе 201-й воздушно-десантной бригады и 250-го стрелкового полка была высажена в тыл немецких войск южнее Вязьмы в период с 18 по 22 января. Высадка производилась в ночное время, причём 250-й стрелковый полк был высажен посадочным способом. Перехватив коммуникации противника, десантники способствовали наступлению 33-й армии и 1-го гвардейского кавалерийского корпуса.
В конце января в тыл немецких войск прорвался 1-й гвардейский кавалерийский корпус под командованием генерала П. А. Белова. Обозначилась возможность окружения немецкой группировки. Чтобы не допустить отхода противника из намечавшегося окружения советское командование решает выбросить десант в районе Вязьмы с задачей перерезать железную и шоссейную дороги Вязьма — Смоленск. 27 января началась выброска 4-го воздушно-десантного корпуса в район деревни Озеречня. Из-за недостаточного количества транспортных самолётов высадка частей корпуса производилась поочередно, начиная с 8-й воздушно-десантной бригады. Немецкая авиация активно противодействовала советским войскам. В результате её налётов на аэродромах была уничтожена часть самолётов, предназначенная для транспортировки десанта. В сложившейся обстановке советское командование вынуждено было приостановить операцию. Тем не менее к 1 февраля в указанный район было десантировано три батальона 8-й воздушно-десантной бригады общей численностью 2497 человек, а также 34,4 тонны грузов. Сама выброска прошла неудачно: больша́я часть грузов была потеряна, а люди рассеяны на большой площади. В результате после приземления в место сбора вышли только около 1300 человек. Несмотря на все трудности, десантники приступили к активным действиям в тылу врага и попытались выполнить поставленную задачу, то есть перерезать немецкие коммуникации западнее Вязьмы. За несколько дней им удалось вывести из строя отдельные участки железной и автомобильной дорог, овладеть рядом населённых пунктов и разгромить штабы нескольких немецких частей. 31 января 1942 года в своём дневнике начальник Генерального штаба Сухопутных войск Германии Ф. Гальдер записал:

Противник продолжает высаживать воздушные десанты (западнее Вязьмы). Шоссе и железная дорога Смоленск — Вязьма всё ещё не очищены от противника. Положение войск 4-й армии очень серьёзное! Отмечаются трудности со снабжением.

Вскоре 8-я воздушно-десантная бригада оказалась в окружении и на её выручку были направлены части 1-го гвардейского кавалерийского корпуса. После соединения с кавалеристами десантные подразделения были подчинены командиру корпуса генералу П. А. Белову.
К середине февраля в районе Вязьмы сложилась крайне тяжёлая обстановка. Частям Красной Армии не удалось окружить немецкие войска и бои приняли затяжной характер. Советское командование решило высадить главные силы 4-го воздушно-десантного корпуса западнее Юхнова с задачей перерезать Варшавское шоссе и в дальнейшем соединиться с частями 50-й армии. Высадка 9-й и 214-й воздушно-десантных бригад происходила в ночное время с 16 по 24 февраля. За этот период в районе Желанья было выброшено 7373 человека и 1525 тюков с боеприпасами, вооружением, продовольствием и другим имуществом. Высадка проходила при активном противодействии немцев. 23 февраля самолёт с командиром корпуса был обстрелян, в результате чего генерал-майор А. Ф. Левашев погиб. В командование корпусом вступил начальник штаба полковник А. Ф. Казанкин. На земле корпус встретил сильное сопротивление немецких войск. Несмотря на это, десантники прошли в немецком тылу 20—22 км и 28 февраля вышли на рубеж, указанный для встречи с 50-й армией. Однако войска армии не смогли прорвать немецкую оборону, и 4-й воздушно-десантный корпус перешёл к обороне.

## Дальнейшая судьба десанта
Оставшись в тылу противника, 4-й воздушно-десантный корпус во взаимодействии с 1-м гвардейским кавалерийским корпусом и частями 33-й армии вёл активные боевые действия. В начале апреля корпус перешёл в подчинение генерал-майора П. А. Белова. Объединённая группа овладела районом южнее Вязьмы и удерживала его до конца мая, сковав несколько немецких дивизий. В ночь на 26 мая группа прорвала кольцо окружения и двинулась в направлении Кирова, действуя по немецким тылам.
17 июня Ф. Гальдер оценил действия объединённой группы П. А. Белова следующим образом:

Кавалерийский корпус генерала Белова действует теперь западнее Кирова. Как-никак он отвлёк на себя в общем 7 немецких дивизий.

24 июня 1942 года десантники и кавалеристы вышли на соединение с войсками 10-й армии.